# Layda Sansores

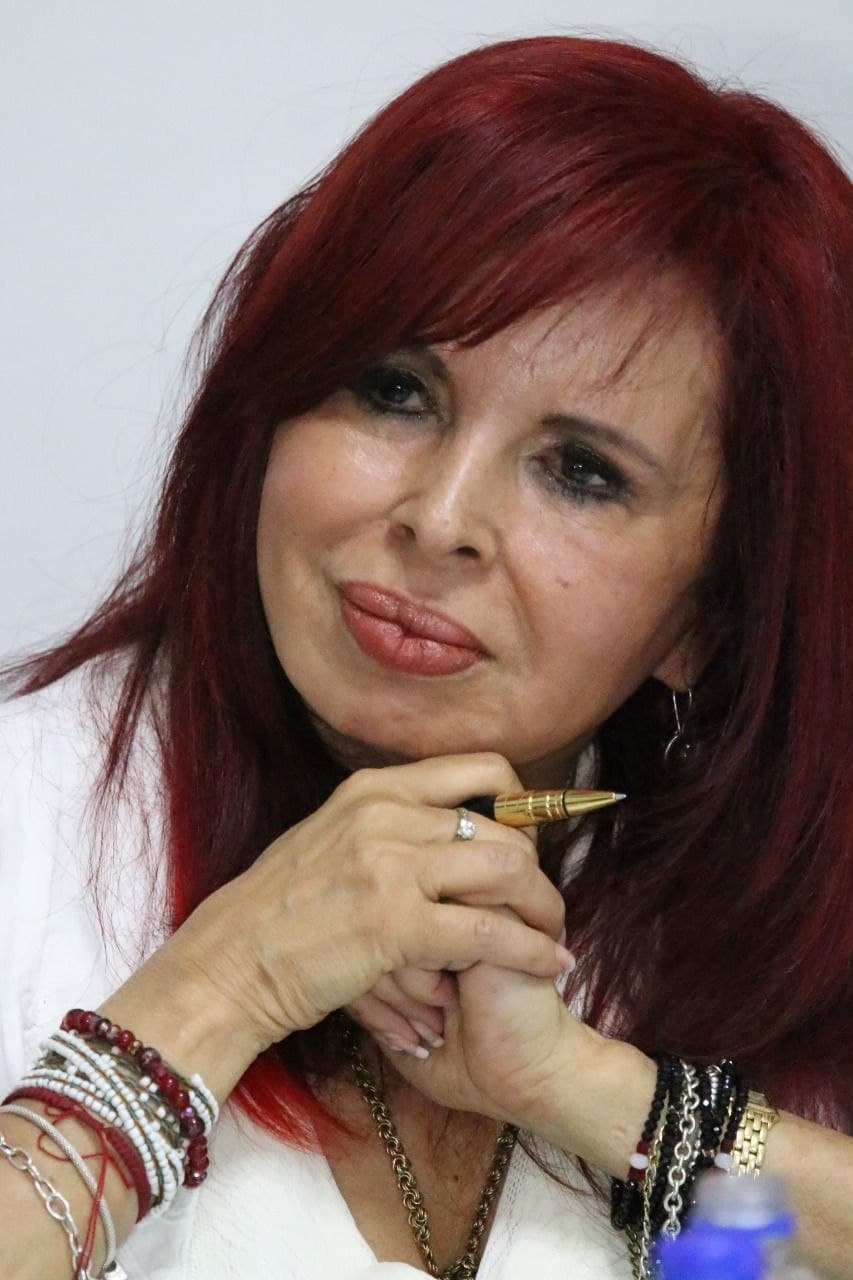
Layda Sansores

Layda Elena Sansores San Román (Campeche, 7 augustus 1945) is een Mexicaans politica van Morena. In 2021 won ze namens deze partij de verkiezingen voor gouverneur van Campeche. 
Sansores is de dochter van Carlos Sansores die decennialang de sterke man was in de deelstaat Campeche en van 1976 tot 1979 voorzitter was van de regerende Institutioneel Revolutionaire Partij (PRI). In 1994 werd ze voor de PRI tot senator gekozen. In 1997 stapte ze uit de PRI toen deze partij haar niet kandidaat wilde stellen voor de gouverneursverkiezingen in Campeche. Ze werd kandidate voor Partij van de Democratische Revolutie (PRD), maar verloor de verkiezing aan PRI-kandidaat José Antonio González Curi, hoewel ze altijd beweerd heeft dat er fraude in het spel was. Na een conflict stapte ze later uit de PRD en sloot ze zich aan bij de Partij van de Burgerbeweging, waarvoor ze in 2003 wederom kandidate was voor het gouverneurschap van Campeche, waarbij ze 14% van de stemmen haalde.
Van 2006 tot 2009 zat ze voor de Partij van de Burgerbeweging in de Kamer van Afgevaardigden. In 2012 werd ze wederom senator, ditmaal voor de Partij voor de Burgerbeweging. In 2014 stapte ze echter over naar de Partij van de Arbeid. In 2015 sloot ze zich aan bij Morena, partij die haar kandidaat stelde voor het gouverneurschap van Campeche. Ze verloor die verkiezingen. In 2018 werd Sansores gekozen tot burgemeester van de gemeente Alvaro Obregón in Mexico-Stad. In 2021 was ze voor de derde maal kandidaat voor het gouverneurschap van Campeche, opnieuw namens Morena. Met 32.8% van de stemmen won ze die verkiezingen nipt. Op 15 september 2021 werd Sansores beëdigd als gouverneur van de staat Campeche namens Morena. Zij werd de eerste vrouw in de geschiedenis die gouverneur werd in Campeche.